# Nguyệt xỉ Philippin
Nguyệt xỉ Philippin hay còn gọi là đuôi chồn lệch (danh pháp khoa học: Adiantum philippense) là một loài thực vật có mạch trong họ Adiantaceae. Loài này được L. miêu tả khoa học đầu tiên năm 1753.

## Gallery

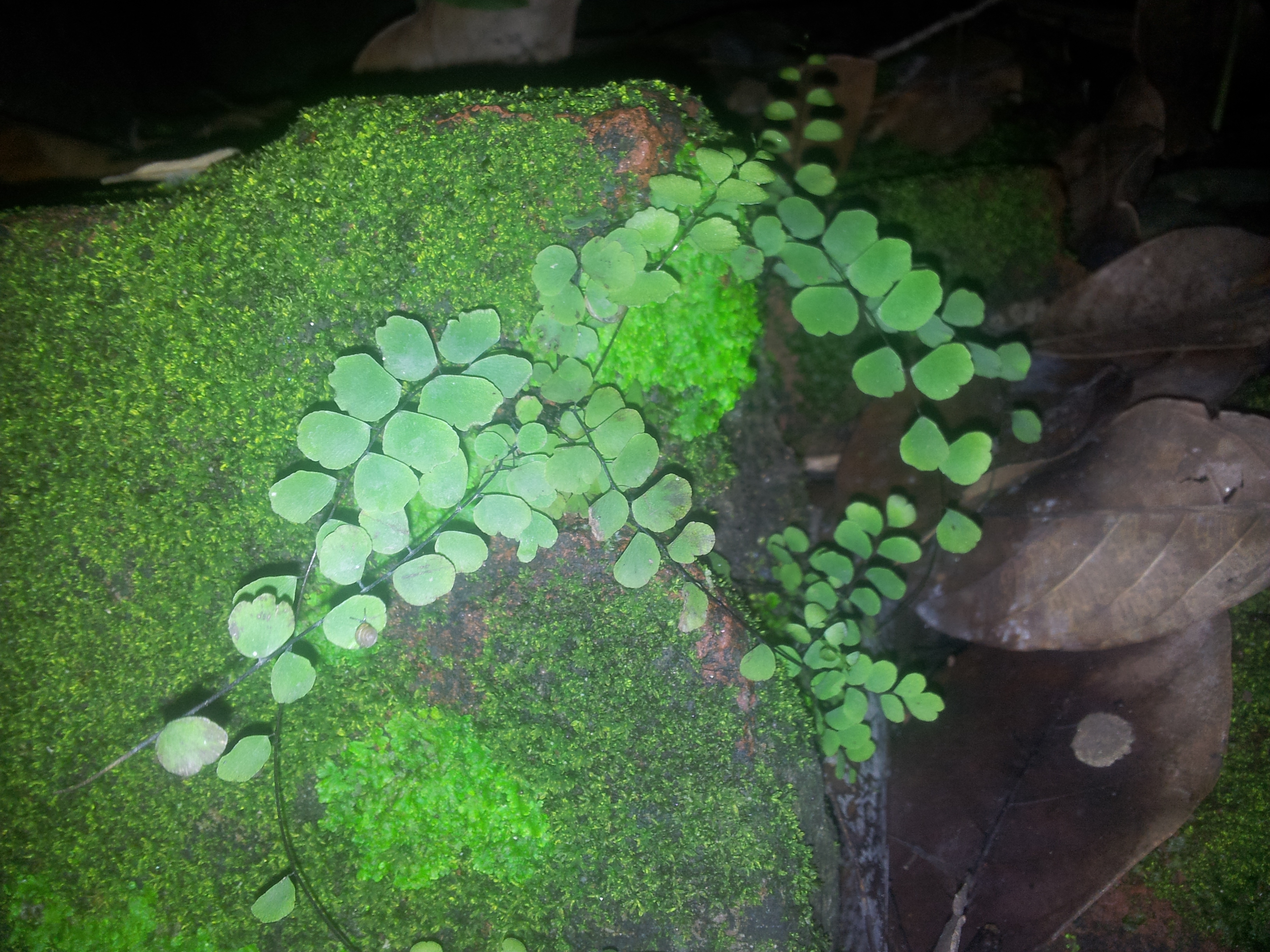
Adiantum philippense in Bangladesh
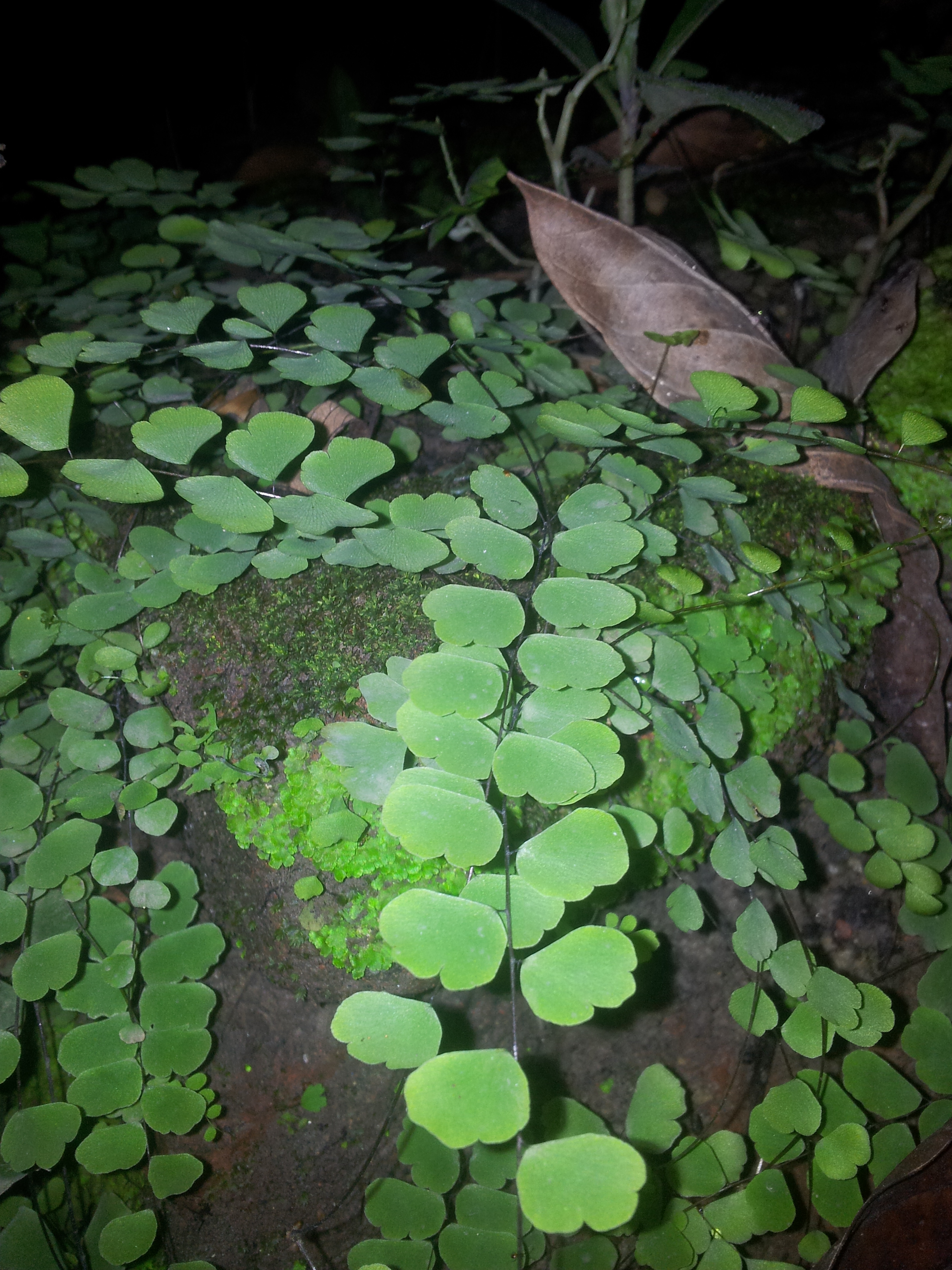
Maidenhair on shaded rocky bricks in Bangladesh
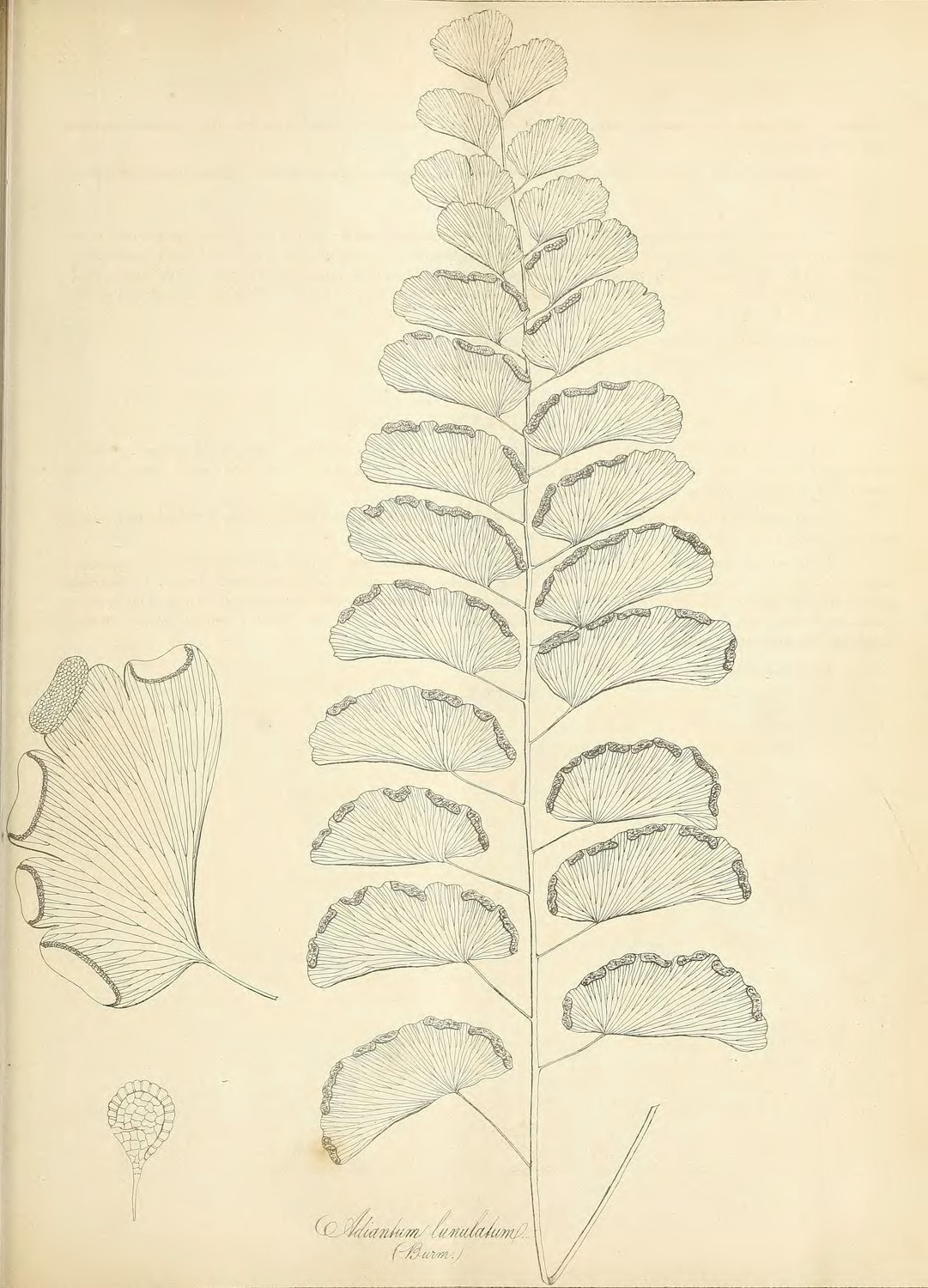